# Muriel Roth
Muriel Roth (* 1982 in Münsterlingen) ist eine Schweizer Schauspielerin.

## Leben
Roth wuchs am Bodensee auf und verbrachte ihre Schulzeit in Kreuzlingen. Sie studierte an den Schulen für Gestaltung in Basel und Zürich und absolvierte ein vierjähriges Schauspielstudium an der Hochschule für Musik und darstellende Kunst in Stuttgart. Nach ihrer Rückkehr in die Schweiz studierte Roth bis 2013 Multimedia Production an der HTW Chur. Seit dem Abschluss des Studiums lebt sie am Bodensee und arbeitet als Sprecherin, Schauspielerin, Texterin und Kommunikatorin.

## Tätigkeit als Schauspielerin
Bekannt wurde Roth vor allem durch die Rolle der Gertrude (Gina) Exner im Münchener Tatort Der Oide Depp. Des Weiteren spielte sie im Kurzfilm Finderlohn (2007) die Marie und war am Staatstheater Stuttgart und am Düsseldorfer Schauspielhaus beschäftigt.